# Artabanos (Sohn des Hystaspes)

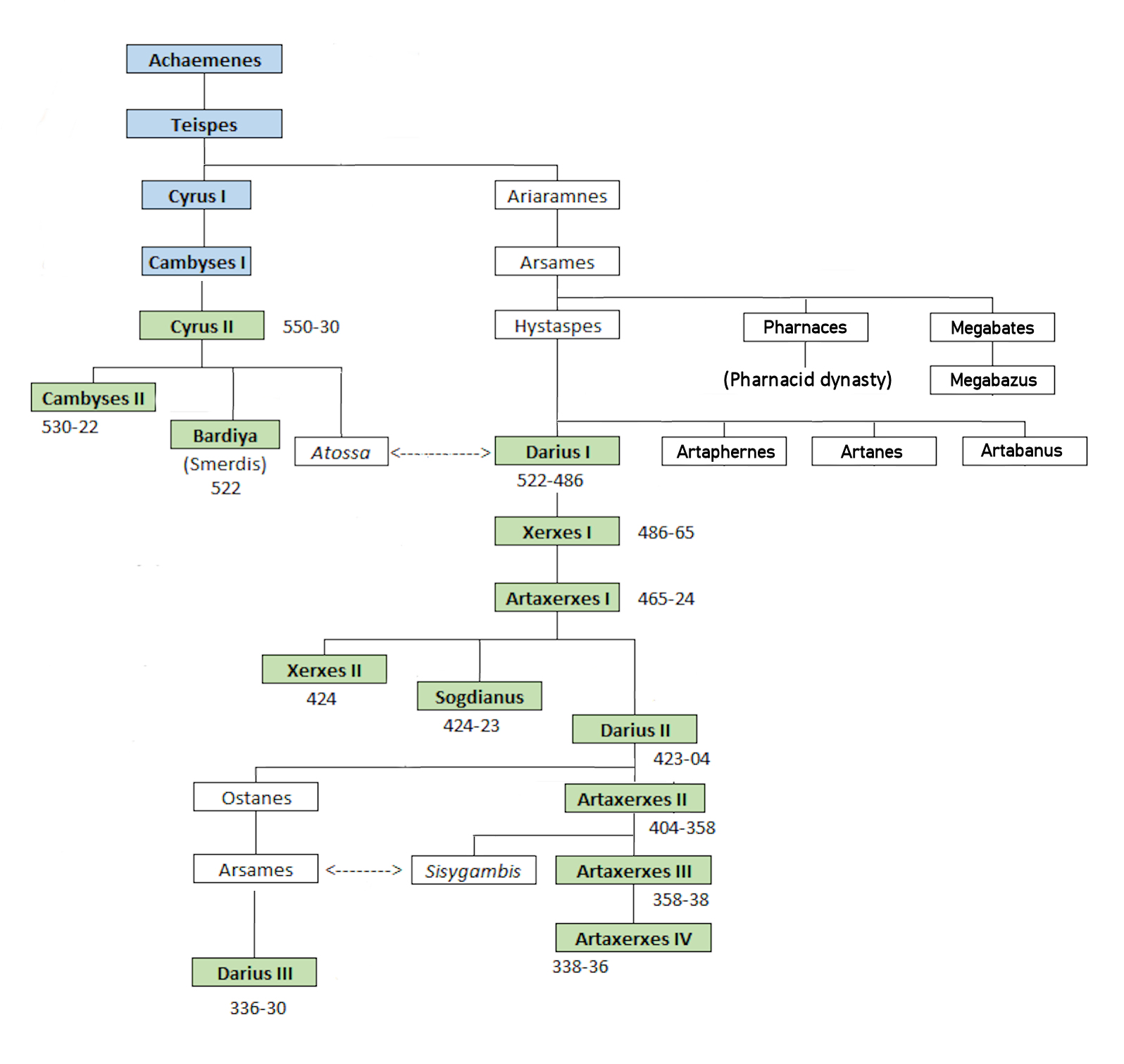
Stammbaum der Achämenidendynastie

Artabanos (griechisch: Ἀρταπάνης, elamitisch: Irdabanuš), Sohn des Hystaspes, war ein Angehöriger der persischen Achämenidendynastie im 5. vorchristlichen Jahrhundert. Er war ein jüngerer Bruder des Großkönigs Dareios I. und damit ein Onkel des Xerxes I., für den er 480 v. Chr. die Regentschaft über das Reich führte. Er ist nicht mit dem zeitgleich lebenden Königsmörder Artabanos und dem baktrischen Satrapen Artapanos zu verwechseln.

## Ratgeber der Könige
Im Jahr 513 v. Chr. versuchte Artabanos mahnend aber vergeblich seinen Bruder Dareios I. zur Absagung des Feldzugs gegen die Skythen in Europa zu bewegen. Laut Plutarch soll er später seinem Neffen Xerxes I. die Herrschaft gesichert haben, indem er den Thronstreit zwischen Xerxes und Ariamenes zu Gunsten des Ersteren entschied. Im Jahr 480 v. Chr. versuchte er Xerxes ebenfalls von dessen Invasionsplänen nach Griechenland zur Vergeltung der Niederlage bei Marathon und der Brandschatzung von Sardes abzuhalten, indem er ihm eine weitere Niederlage voraussagte. Vom König aber wurde er der Feigheit bezichtigt und nur der Umstand, dass er sein Onkel war, rettete ihn vor dessen Zorn, denn Xerxes war letztlich dem Standpunkt des Mardonios zugeneigt, der für eine Invasion plädiert hatte.
Der Erzählung des Herodot zufolge soll Xerxes, nachdem er sich beruhigt hatte, die Argumente seines Onkels noch einmal abgewogen und sich doch noch für einen Abbruch des Feldzugs entschieden haben. Nachdem ihm aber in zwei aufeinander folgenden Nächten ein Traumgesicht erschienen war, das ihm einen frühen Tod prophezeite, sollte er den Feldzug nicht durchführen, suchte er bei Artabanos um Rat. Diesem wurde aufgetragen, in den Gewändern des Königs gekleidet eine Nacht im königlichen Gemach zu schlafen und tatsächlich erschien auch ihm dort im Schlaf das Traumgesicht, das die Drohungen gegen Xerxes nun gegenüber Artabanos bekräftigte. Im Glauben, in diesem Traumgesicht einen göttlichen Willen erkannt zu haben, änderte Artabanos seine Meinung und stimmte auch für einen Feldzug nach Griechenland, den Xerxes aufgrund dieses Rats nun doch durchführen wollte.
Artabanos selbst nahm nicht am Feldzug teil, sondern wurde bei der Verabschiedung des Heers in Abydos von Xerxes zum Regenten des Reichs für die Zeit seiner Abwesenheit ernannt. Sein Sohn Tritantaichmes aber wurde zu einem der sechs Befehlshaber über eine der drei Heersäulen ernannt. Nach der Einnahme Athens, die der Großkönig noch voller Freude dem Artabanos nach Susa berichtete, endete das Jahr in der Niederlage von Salamis, nach der Xerxes fluchtartig nach Asien zurückkehrte. Im Folgejahr unterlag und starb Mardonios in der Schlacht von Plataiai. Von Artabanos wird danach nichts mehr berichtet.
Neben Tritantaichmes hatte Artabanos vielleicht noch zwei weitere Söhne, sofern die gleichnamigen Väter des Bassakes und des Artyphios, die 480 v. Chr. die Anführer der asiatischen Thraker bzw. der Gandarier und Dadiker waren, mit ihm identisch sind.